# Team Dauner-AKKON
Dauner-AKKON Pro Cycling Team war ein deutsches Radsportteam mit Sitz in Köln.
Das Team wurde 2015 unter dem Namen Dauner Cycling Team gründet. Von 2017 bis 2022 war die Mannschaft als UCI Continental Team lizenziert und nahm an den UCI Continental Circuits teil. Namenssponsoren waren die Dauner Sprudel und die AKKON Group.
In der Saison 2019 wurde der Sieger von Mailand–Sanremo 2013, Gerald Ciolek, Sportlicher Leiter der Mannschaft. Größter Erfolg des Teams war der Gewinn fer Gesamtwertung der Rad-Bundesliga 2021 durch Dominik Bauer. International blieb das Team ohne Sieg.
Für die Saison 2023 erhielt die Mannschaft keine Lizenz als Continental Team, nachdem dem BDR durch die UCI mitgeteilt wurde, dass der Hauptsponsor Werberechnungen gegenüber der ASO nicht bezahlt habe und bestritt Rennen unter dem Namen Cologne Riders als national registrierte Mannschaft.

## Erfolge
| Datum | Rennen                       | Fahrer        |
| ----- | ---------------------------- | ------------- |
| 2021  | Gesamtwertung Rad-Bundesliga | Dominik Bauer |

## Platzierungen in der UCI-Weltrangliste
| World Ranking | World Ranking | World Ranking                | World Ranking |
| Jahr          | Teamwertung   | Einzelwertung                |               |
| ------------- | ------------- | ---------------------------- | ------------- |
| 2017          | —             | Frederik Dombrowski (2626. ) |               |
| 2018          | —             | Colin Heiderscheid (1383. )  |               |
| 2019          | 160.          | Dominik Bauer (1318. )       |               |
| 2021          | 161.          | Sven Thurau (1740. )         |               |
| 2022          | 153.          | Noé Ury (681. )              |               |
|               |               |                              |               |
| Quelle: UCI   |               |                              |               |

Anm.: 2020 – kein Fahrer in der Wertung